# Antoine Compagnon
Antoine Compagnon (Bruselas, 20 de julio de 1950) es un universitario francés de origen belga, historiador de la literatura francesa, y notable especialista en Marcel Proust. Realiza diversas actividades como profesor universitario, novelista y crítico literario. Es profesor en el Colegio de Francia. Fue elegido el 17 de febrero de 2022 para ocupar el asiento número 35 de la Academia Francesa previamente ocupado por Yves Pouliquen.

## Biografía
Antoine Compagnon es hijo del general Jean Compagnon y de Jacqueline Terlinden.
Acabó sus estudios de secundaria en el Pritaneo nacional militar de La Flèche, y entró en la Escuela politécnica (1970) para convertirse en ingeniero de puentes y calzadas. Se orienta luego hacia una carrera literaria al convertirse en pensionista de la Fundación Thiers y agregado de investigación en el CNRS en lingüística y literatura francesa (1975-1978).
Doctor de tercer ciclo de literatura francesa en 1977, Compagnon enseña en la Escuela polytechnique en el departamento de "Humanidades y ciencias sociales" (1978-1985), en el Instituto francés del Reino Unido de Londres (1980-1981), y se convierte en maestro de conferencias para la universidad de Rouen en 1981. Después de doctorarse en Letras en 1985, Compagnon parte a Nueva York como profesor de la Universidad Columbia en donde será nombrado Blanca W. Knopf Professor of French and Comparative Literature (Profesor Blanca W Knopf de literatura francesa y comparada) en 1991. En Francia, es profesor en la Universidad de Maine (1989-1990) y, después, en la Universidad París IV-Sorbona (1994-2006).
Desde 2006, ocupa la cátedra de "Literatura francesa moderna y contemporánea : historia, crítica, teoría" ( "Littérature française moderne et contemporaine : histoire, critique, théorie") en el Colegio de Francia. Forma parte, entre 2006 y 2011, del Alto Consejo de la educación (Haut Conseil de l'éducation) y, entre 2006 y 2013, del Alto Consejo de ciencia y de tecnología (Haut Conseil de la science et de la technologie)
Durante el verano 2012, transmite una crónica cotidiana en France Inter bajo el título Un verano con Montaigne (Un été avec Montaigne) acompañado por las lecturas del actor Daniel Mesguich. Esta crónica será publicada, posteriormente, en un libro que se convirtió en un considerable éxito editorial de verano. Compagnon regresará después a France Inter en el marco de las transmisiones de verano del 2014 para narrar una crónica titulada Un verano con Baudelaire (Un été avec Baudelaire).
En 2014, sus propósitos sobre la feminización de la enseñanza ("La feminización masiva de este oficio ha acabado por desclasificarlo. Es, de hecho, lo que está pasando también con el magisterio") causaron que se le criticara fuertemente en los medios. Tuvo que dar explicaciones poco después.

## Distinciones
Recibió la beca Guggenheim en 1988 y el premio Claude Lévi-Strauss de la Academia de las ciencias morales y políticas en 2011. 
En 2010 fue nombrado doctor honoris causa del King's College de Londres, en 2012, de la Escuela de Estudios Superiores de Comercio y, en 2013, de la Universidad de Lieja.
Es miembro (fellow) de la Academia estadounidense de las artes y de las ciencias (1997), de la Academia Europaea (2006), y corresponsal (corresponding fellow) de la British Academy (2009).
Fue candidato para la Academia francesa, en la elección del 13 de junio de 2013, para la butaca de Pierre-Jean Rémy. Obtuvo diez votos primero y luego siete; finalmente, perdió frente a Xavier Darcos Finalmente en 2022 fue elegido para ocupar el asiento número 35.

## Obras

### Ficción
- Le Deuil antérieur (El Duelo anterior), novela, Seuil, colección Fiction et Cie, 1979.
- Ferragosto, relato, Flammarion, 1985. ("¿Qué queda de la pasión en el erotismo, el reparto entre tres, los celos? Una pareja moderna busca la respuesta en el corazón de las fiestas sensuales que los llevan de ciudad en ciudad.")
- La Classe de rhéto (La clase de retórica) Gallimard, 2012 ; Folio, 2014.

### Ensayos
- La Seconde main ou le travail de la citation (La Segunda mano o el trabajo de la cita) Seuil, 1979.
- Nous, Michel de Montaigne (Nosotros, Michel de Montaigne), Seuil, 1980.
- La Troisième République des Lettres (La Tercera República de las Letras), Seuil, 1983.
- Proust entre deux siècles (Proust entre dos siglos), Seuil, 1989, rééd. 2013.
- Les Cinq Paradoxes de la modernité (Las Cinco Paradojas de la modernidad), Seuil, 1990.
- Gato encerrado : Montaigne y la alegoría, Acantilado, 2011. (Chat en Poche: Montaigne et l'allégorie, Seuil, 1993.)
- Connaissez-vous Brunetière ? Enquête sur un antidreyfusard et ses amis (¿Conoce a Brunetière? Investigación sobre un antidreyfusista y sus amigos), Seuil, 1997.
- El Demonio de la teoría, Acantilado, 2015. (Le Démon de la théorie, Seuil, 1998.)
- Baudelaire devant l’innombrable (Baudelaire ante lo innombrable), PUPS, 2003.
- Los Antimodernos, Acantilado, 2007. (Les Antimodernes, de Joseph de Maistre à Roland Barthes, Gallimard, 2005.) Premio Pierre-Georges Castex de la Academia de las ciencias morales y políticas, y premio de la crítica de la Academia francesa.
- ¿Para qué sirve la literatura?, Acantilado, 2008. (La Littérature, pour quoi faire?,Colège de France / Fayard, 2007.)
- Le Cas Bernard Faÿ. Du Collège de France à l'indignité nationale (El Caso Bernard Faÿ. Del Colegio de Francia a la indignación nacional), Gallimard, col.  "La Continuación de los tiempos", 2009.
- Un verano con Montaigne, Paidos Ibérica 2014. (Un été avec Montaigne, Francia Inter / Éditions des Équateurs, 2013.)
- Une question de discipline (Una cuestión de disciplina), entrevistas con Jean-Baptiste Amadieu, Flammarion, 2013.
- Baudelaire l'irréductible (Baudelaire el irreductible), Flammarion, 2014.
- Un été avec Baudelaire (Un verano con Baudelaire), Francia Inter / Éditions des Équateurs, 2015.
- Le Collège de France. Cinq siècles de libre recherche (El Colegio de Francia. Cinco siglos de libre investigación), con Pierre Corvol y John Scheid, Gallimard, 2015.

### Obras colectivas
- De l'autorité. Colloque annuel du Collège de France (De la autoridad. Coloquio anual del Colegio de Francia), Odile Jacob, 2008.
- Proust : la mémoire et la littérature (Proust : la memoria y la literatura), Odile Jacob, 2009.
- Morales de Proust, en colaboración con Mariolina Bertini, Cahiers de Littérature française, n° 9-10, 2010.
- 1966, annus mirabilis. Actos del seminario dado en el Colegio de Francia, Fabula LhT, n°11, 2013 y Acta fabula, vol. 14, n° 9, 2013.
- Swann le centenaire (Swann el centenario), en colaboración con Kazuyoshi Yoshikawa y Matthieu Vernet, Hermann, 2013.

Antoine Compagnon editó Por el camino de Swann en la colección "Folio" (Gallimard, 1988), Sodoma y Gomorra en "La Pléiade" y "Folio" (Gallimard, 1988 y 1989), así como los Carnets de Proust (Carnés de Proust) (Gallimard, 2002), Réflexions sur la politique (Reflexiones sobre la política) (Laffont,  "Bouquins", 2007) y Réflexions sur la literature (Reflexiones sobre la literatura) (Gallimard, "Quarto", 2007) de Albert Thibaudet, La grande Guerre des écrivains (La Gran Guerra de los escritores) (Gallimard, "Folio", 2014).
Es miembro de los comités de redacción de Crítica, The Romanic Review, Bulletin de la Société des amis de Montaigne (Boletín de la Sociedad de los amigos de Montaigne), The French Review, Études françaises (Estudios franceses), Genesis, Technè, L'Année Baudelaire (El Año Baudelaire), Revue d'histoire littéraire de la France (Revista de historia literaria de Francia), Les Cahiers du judaïsme (Los Cuadernos del judaísmo).